# Label montagne
Le label Montagne identifié par le logo « produit de montagne » est un label administratif français de qualité qui protège l'emploi du terme montagne sur l'étiquetage des produits alimentaires dévolus au commerce. Le terme  montagne est perçu pour le consommateur comme synonyme d’authenticité et de naturalité.
En France, il est défini par le ministère de l’agriculture français.
Cette appellation est aujourd'hui peu répandue. La communauté européenne le considérant comme une entrave au commerce et une mesure discriminatoire pour les autres produits, exigeait sa suppression. À cette date, l’association française « Altitude », créée en 2003, a pour vocation de réunir, de défendre et de promouvoir, autour d’un logo commun, les produits bénéficiant de la dénomination « montagne » tels qu’ils sont définis en France par la loi.
C'est aussi un label officiel italien ou suisse.

## Label officiel français
Les deux principaux critères sont l’altitude (minimum 600 m) et/ou le dénivellement (supérieur à 400 m au sein d’une même commune administrative française). Les agriculteurs et agricultrices qui ont droit à cette appellation et qui en font la demande doivent signer une charte dans laquelle ils s’engagent à respecter, défendre et promouvoir cinq principes:
- la matière première doit provenir d’une zone de montagne,
- la transformation doit être réalisée en zone de montagne,
- les productions doivent prendre en compte les préoccupations liées au développement durable,
- les productions doivent rechercher à favoriser le maintien de la biodiversité et du patrimoine des zones de montagne,
- les agriculteurs-producteurs doivent pouvoir garantir à tout moment la transparence des informations au consommateur.

La loi du 9 janvier 1985, définissant la zone de montagne, a été complétée par le décret paru le 17 décembre 2000, précisant l´utilisation du terme montagne. L'objectif est de favoriser le développement de l'économie montagnarde en assurant que la dénomination « montagne » est bien réservée aux produits qui y sont élaborés.
Chaque filière peut rédiger un règlement technique national précisant les conditions d´application du décret.
Un tel règlement existe pour le lait et les produits laitiers bovins, publié le 27 février 2004 et les professionnels avaient un an pour s´y conformer. Pour les produits où il n´existe pas de règlement spécifique, c'est le décret du 17 décembre 2000 qui s'applique.

### Procédure de classement
Un agriculteur qui souhaite utiliser la dénomination « produit de montagne » pour la production agricole qu'il souhaite commercialiser, doit en faire la demande auprès du Comité régional de politique agricole de qualité (CORPAC) à la préfecture de son département.

### Critères
- L'alimentation hivernale du troupeau doit être produite en montagne et une période de pâturage est obligatoire
- Les animaux doivent être élevés en montagne et surtout la transformation des produits et leur emballage doivent s'y situer. Des dérogations sont possibles pour l'alimentation des animaux (céréales et oléo-protéagineux) et pour le conditionnement des produits.

L'utilisation du mot montagne sur un étiquetage de produit voué au commerce n'est pas libre en France, mais soumis à une autorisation préfectorale.

## Label officiel italien
Le ministère de l'agriculture d'Italie tient un Répertoire des produits de montagne.

## Label officiel suisse
Ordonnance Montagne et Alpage, par le Conseil fédéral, 8 novembre 2006.

## Charte européenne des produits agroalimentaires de montagne de qualité
Le 7 décembre 2005, une soixantaine d'organisations et gouvernements de onze États membres de l'Union européenne ont signé une « Charte européenne des produits agroalimentaires de qualité »(Archive.org • Wikiwix • Archive.is • Google • Que faire ?).